# Mucroberotha aethiopica
Mucroberotha aethiopica är en insektsart som beskrevs av U. Aspöck och Mansell 1994. Mucroberotha aethiopica ingår i släktet Mucroberotha och familjen Berothidae. Inga underarter finns listade i Catalogue of Life.